# Meigné-le-Vicomte
Meigné-le-Vicomte est une ancienne commune française située dans le département de Maine-et-Loire, en région Pays de la Loire. Le 15 décembre 2016, la commune devient une commune déléguée au sein de la commune nouvelle de Noyant-Villages.
Cette commune rurale se situe dans le Baugeois, à l'est de Noyant, en limite du département d'Indre-et-Loire.

## Géographie

### Localisation
Ce village angevin de l'ouest de la France se situe dans l'est du Baugeois, à l'est de Noyant, sur la route D 140 qui va de Noyant (à l'ouest) à Channay-sur-Lathan (à l'est). Baugé se trouve à 22 km et Saumur à 35 km,. Son territoire est essentiellement rural.
En limite du département d'Indre-et-Loire, la commune est le point extrême est du département de Maine-et-Loire.
Le Baugeois est la partie nord-est du département de Maine-et-Loire. Elle est délimitée au sud par la vallée de l'Authion et celle de la Loire, et à l'ouest par la vallée de la Sarthe.

### Aux alentours
Les communes les plus proches sont Lublé (4 km), Breil (5 km), Dénezé-sous-le-Lude (5 km), Saint-Laurent-de-Lin (5 km), Méon (6 km), Noyant (6 km), Chalonnes-sous-le-Lude (6 km), Marcilly-sur-Maulne (6 km), Channay-sur-Lathan (7 km) et Braye-sur-Maulne (7 km).

### Géologie et relief
L'altitude de la commune varie de 71 à 96 mètres, pour une altitude moyenne de 89 mètres, et son territoire s'étend sur plus de 23 km2 (2 313 hectares).
Meigné se situe sur l'unité paysagère du Plateau du Baugeois. Le relief du Baugeois est principalement constitué d'un plateau, aux terrains sablonneux, siliceux ou calcaires, caractérisés par de larges affleurements sédimentaires, crétacés, sables et calcaires aux teintes claires.
Aucun zonage particulier n'est recensé dans la commune.

### Climat
Le climat angevin est tempéré, de type océanique. Il est particulièrement doux, compte tenu de sa situation entre les influences océaniques et continentales. Généralement les hivers sont pluvieux, les gelées rares et les étés ensoleillés. Le climat du Baugeois est plus continental : plus sec et chaud l'été.

## Urbanisme
Morphologie urbaine : Le village s'inscrit dans un territoire essentiellement rural.
En 2009 on trouve 209 logements dans la commune de Meigné-le-Vicomte, dont 65 % sont des résidences principales, pour une moyenne dans le département de 91 %, et dont 67 % des ménages en sont propriétaires. Quatre ans plus tard, en 2013, on y trouve 204 logements, dont 62 % sont des résidences principales, pour une moyenne dans le département de 90 %, et dont 72 % des ménages en sont propriétaires.

## Toponymie et héraldique

### Toponymie
Formes anciennes du nom : Magiacus en 1037, magniacus Vicecomitis en 1080, Meigné au XVIIIe siècle, puis Meigné-le-Vicomte en 1932.
son nom vient du nom d'homme latin Magnius, suivi du suffixe -acus. Magnius est issu de Magnus, surnom de l'époque romaine désignant un grand homme. Ceci doit probablement être relié à la présence d'une villa gallo-romaine (exploitation agricole) sur le territoire de la commune, ayant appartenu à un certain Magnius.
Une autre commune du département comporte le nom de « Meigné » : il s'agit de Meigné, dans le canton de Doué-la-Fontaine.
Les habitants sont appelés les Meignéens.

### Héraldique
| Blason de Meigné-le-Vicomte | Blason  | Coupé émanché : au 1er de sinople à une couronne de vicomte d'or, au 2d d'argent à deux clés versées de gueules posées, celle de dextre en bande et celle de senestre en barre, les pannetons adossés.                                                                                         |
| Blason de Meigné-le-Vicomte | Détails | Le coupé émanché forme un « M », première lettre du nom de la commune. La couronne de vicomte renvoie elle aussi au nom de la commune et le vert est pour l'agriculture. Les deux clés sont attributs de saint Pierre, patron de la paroisse. Le statut officiel du blason reste à déterminer. |

## Histoire

### Moyen Âge
Au Moyen Âge, Meigné est une châtellenie de la vicomté de Beaumont.
On trouve dans la commune de nombreux bâtiments des XVe et XVIe siècles, époque à laquelle l'église est érigée en paroisse.

### Ancien Régime
Sous l'Ancien Régime, Meigné dépend de la sénéchaussée angevine de Baugé, du diocèse d'Angers et de l'archiprêtré de Bourgueil.

### Époque contemporaine
À la réorganisation administrative qui suit la Révolution, la municipalité est rattachée en 1790 au canton de Noyant. Elle est intégrée au district de Baugé, puis en 1800 à l'arrondissement de Baugé, et à sa disparition en 1926, à l'arrondissement de Saumur.
Un rapprochement intervient en 2016. Le 15 décembre, les communes de Auverse, Broc, Breil, Chalonnes-sous-le-Lude, Chavaignes, Chigné, Dénezé-sous-le-Lude, Genneteil, Linières-Bouton, Lasse, Meigné-le-Vicomte, Méon, Noyant et Parçay-les-Pins, s'associent pour former la commune nouvelle de Noyant-Villages. Meigné-le-Vicomte en devient une commune déléguée.

## Politique et administration

### Administration municipale

#### Administration actuelle
Depuis le 15 décembre 2016, Meigné-le-Vicomte constitue une commune déléguée au sein de la commune nouvelle de Noyant-Villages et dispose d'un maire délégué.
| Période                                  | Période  | Identité         | Étiquette | Qualité |
| ---------------------------------------- | -------- | ---------------- | --------- | ------- |
| décembre 2016                            | en cours | Raymond Lascaud, |           |         |
| Les données manquantes sont à compléter. |          |                  |           |         |

#### Administration ancienne
La commune est créée à la Révolution. Municipalité en 1790. Le conseil municipal est composé de 11 élus.
| Période                                  | Période       | Identité                 | Étiquette | Qualité |
| ---------------------------------------- | ------------- | ------------------------ | --------- | ------- |
| 1792                                     |               | Gille Avril              |           |         |
| 1801                                     |               | Duruisseau               |           |         |
| 1804                                     |               | René de Ferrière         |           |         |
| 10 février 1813                          |               | Duruisseau               |           |         |
| 1816                                     |               | François Duruisseau fils |           |         |
| 1828                                     |               | Jacques-Louis Brasilier  |           |         |
| 1848                                     |               | Jacques Guyon            |           |         |
| 1852                                     |               | Félix de La Pomerie      |           |         |
| 1854                                     |               | Jacques Guyon            |           |         |
| 1870                                     |               | Joseph Lemercier         |           |         |
| 1874                                     |               | Vincent Fournier         |           |         |
| 1878                                     |               | Jacques Brasilier        |           |         |
| 1888                                     |               | Adolphe Brasilier        |           |         |
| 1892                                     |               | Jean-Louis Baulin        |           |         |
| 1908                                     |               | Auguste Chasle           |           |         |
| 1919                                     |               | Auguste Lespagnol        |           |         |
| 1935                                     |               | Alexandre Avril          |           |         |
| octobre 1947                             |               | Alexandre Maintier       |           |         |
| mars 1965                                |               | Maurice Hubé             |           |         |
| mars 2008                                | décembre 2016 | Raymond Lascaud,         |           |         |
| Les données manquantes sont à compléter. |               |                          |           |         |

### Jumelages
La commune ne comporte pas de jumelage.

### Ancienne situation administrative

#### Intercommunalité
La commune fait partie jusqu'en 2016 de la communauté de communes canton de Noyant. Créée en 2000, cette structure intercommunale regroupe les quinze communes du canton, dont Breil, Dénezé-sous-le-Lude, Chalonnes-sous-le-Lude et Noyant,. L'intercommunalité est dissoute le 15 décembre 2016.
La communauté de communes est alors membre du Pays des Vallées d'Anjou, structure administrative d'aménagement du territoire, comprenant six communautés de communes : Beaufort-en-Anjou, Canton de Baugé, Canton de Noyant, Loir-et-Sarthe, Loire Longué et Portes-de-l'Anjou.
La commune fait également partie du SICTOD Nord Est Anjou, membre du SIVERT, syndicat intercommunal de valorisation et de recyclage thermique des déchets de l'Est Anjou qui se trouve à Lasse, et du SIVU AEP de la région de Noyant pour le traitement de l'eau potable.

#### Autres circonscriptions
Jusqu'en 2014, Meigné-le-Vicomte fait partie du canton de Noyant et de l'arrondissement de Saumur. Ce canton compte alors les quinze mêmes communes que celles de la communauté de communes. Dans le cadre de la réforme territoriale, un nouveau découpage territorial pour le département de Maine-et-Loire est défini par le décret du 26 février 2014. La commune est alors rattachée au canton de Beaufort-en-Vallée, avec une entrée en vigueur au renouvellement des assemblées départementales de 2015.
La commune est dans la troisième circonscription de Maine-et-Loire, composée de huit cantons, dont Baugé et Longué-Jumelles. Cette circonscription de Maine-et-Loire est l'une des sept circonscriptions législatives que compte le département.

## Population et société

### Évolution démographique
L'évolution du nombre d'habitants est connue à travers les recensements de la population effectués dans la commune depuis 1793. À partir du 1er janvier 2009, les populations légales des communes sont publiées annuellement dans le cadre d'un recensement qui repose désormais sur une collecte d'information annuelle, concernant successivement tous les territoires communaux au cours d'une période de cinq ans. 
Pour les communes de moins de 10 000 habitants, une enquête de recensement portant sur toute la population est réalisée tous les cinq ans, les populations légales des années intermédiaires étant quant à elles estimées par interpolation ou extrapolation. Pour la commune, le premier recensement exhaustif entrant dans le cadre du nouveau dispositif a été réalisé en 2005,.
En 2014, la commune comptait 315 habitants, en évolution de +0,32 % par rapport à 2009 (Maine-et-Loire : +3,3 %, France hors Mayotte : +2,49 %).
| 1793 | 1800 | 1806 | 1821 | 1831 | 1836 | 1841 | 1846 | 1851 |
| ---- | ---- | ---- | ---- | ---- | ---- | ---- | ---- | ---- |
| 656  | 793  | 807  | 807  | 793  | 807  | 818  | 800  | 743  |

| 1856 | 1861 | 1866 | 1872 | 1876 | 1881 | 1886 | 1891 | 1896 |
| ---- | ---- | ---- | ---- | ---- | ---- | ---- | ---- | ---- |
| 767  | 768  | 768  | 761  | 786  | 768  | 741  | 787  | 767  |

| 1901 | 1906 | 1911 | 1921 | 1926 | 1931 | 1936 | 1946 | 1954 |
| ---- | ---- | ---- | ---- | ---- | ---- | ---- | ---- | ---- |
| 746  | 786  | 763  | 674  | 702  | 706  | 685  | 607  | 641  |

| 1962 | 1968 | 1975 | 1982 | 1990 | 1999 | 2005 | 2010 | 2014 |
| ---- | ---- | ---- | ---- | ---- | ---- | ---- | ---- | ---- |
| 580  | 504  | 405  | 385  | 328  | 322  | 336  | 301  | 315  |

### Pyramide des âges
La population de la commune est relativement âgée. Le taux de personnes d'un âge supérieur à 60 ans (26,2 %) est en effet supérieur au taux national (21,6 %) et au taux départemental (21 %). Contrairement aux répartitions nationale et départementale, la population masculine de la commune est égale à la population féminine.
| Hommes | Classe d’âge | Femmes |
| ------ | ------------ | ------ |
| 1,2    | 90 ans ou +  | 0,0    |
| 8,9    | 75 à 89 ans  | 12,5   |
| 13,7   | 60 à 74 ans  | 16,1   |
| 17,3   | 45 à 59 ans  | 16,7   |
| 20,8   | 30 à 44 ans  | 19,6   |
| 17,9   | 15 à 29 ans  | 15,5   |
| 20,2   | 0 à 14 ans   | 19,6   |

| Hommes | Classe d’âge | Femmes |
| ------ | ------------ | ------ |
| 0,4    | 90 ans ou +  | 1,2    |
| 6,3    | 75 à 89 ans  | 9,2    |
| 11,8   | 60 à 74 ans  | 13,0   |
| 19,9   | 45 à 59 ans  | 19,4   |
| 20,6   | 30 à 44 ans  | 19,5   |
| 20,3   | 15 à 29 ans  | 19,1   |
| 20,6   | 0 à 14 ans   | 18,6   |

### Vie locale
Services publics présents dans la commune : mairie, agence postale communale, école en unité pédagogique avec les communes de Breil et de Méon, garderie périscolaire. Les autres services publics se trouvent à Noyant.
L'hôpital local le plus proche se trouve à Baugé (95 places) ainsi que plusieurs maisons de retraite.
La collecte des déchets ménagers (tri sélectif) est organisée par la communauté de communes du Canton de Noyant.
Dans la commune, on pratique la boule de fort, jeu très répandu dans le Baugeois.
La fête du village se tient en juillet.

## Économie

### Tissu économique
Commune principalement agricole, en 2009, sur les 38 établissements présents dans la commune, 68 % relèvent du secteur de l'agriculture (pour 18 % dans le département). L'année suivante, en 2010, sur 42 établissements présents dans la commune, 69 % relèvent du secteur de l'agriculture (pour une moyenne de 17 % dans le département), 2 % du secteur de l'industrie, 5 % du secteur de la construction, 19 % de celui du commerce et des services et 5 % du secteur de l'administration et de la santé.
Sur 42 établissements présents dans la commune à fin 2013, 60 % relèvent du secteur de l'agriculture (pour une moyenne de 12 % dans le département), 7 % du secteur de l'industrie, 5 % du secteur de la construction, 24 % de celui du commerce et des services et 5 % du secteur de l'administration et de la santé.
On trouve dans la commune un commerce multiservice.

### Agriculture
Liste des appellations présentes sur le territoire :
- IGP Bœuf du Maine, IGP Porc de la Sarthe, IGP Volailles de Loué, IGP Volailles du Maine,
- IGP Rillettes de Tours, IGP Œufs de Loué,
- IGP Cidre de Bretagne ou Cidre breton.

## Culture locale et patrimoine

### Lieux et monuments
Bâtiment inscrit aux monuments historiques :
- Le manoir de Boisset du XVIe siècle, Monument historique classé par arrêté du 16 juillet 1968 (PA00109181)[37].

Autres ouvrages inscrits à l'inventaire général du patrimoine culturel :
- Le château du Grand-Massé, des XVIIIe et XIXe siècles ;
- Le château du Plessis-Lionnet, (ou du Plessis-Lyonnais), des XVe, XVIe, XVIIe et XIXe siècles ;
- Le château de la Touche, des XVIIe et XVIIIe siècles ;
- L'église paroissiale Saint-Pierre, du XIIe siècle ;
- La croix de cimetière, du XVIIIe siècle ;
- Le manoir Baudelan, des XVIIe et XIXe siècles ;
- Le manoir de la Maillardière, des XVIe et XIXe siècles ;
- Le manoir de la Quelouze, des XVIe et XVIIe siècles ;
- Le manoir de la Roche (ou de la Roche-Hubert), des XVIe, XVIIe et XIXe siècles[38] ;
- Le presbytère, des XVIe et XVIIe siècles ;
- Plusieurs maisons et fermes, des XVe, XVIe, XVIIe et XVIIIe siècles.

### Personnalités liées à la commune
- Augustin-François Le Gouz du Plessis (1744-1823), officier français, émigré en 1794, né le 20 janvier 1744 au château du Plessis-Lionnet à Meigné-le-Vicomte.

## Pour approfondir